# José de La Cuadra
José De La Cuadra (Sopuerta, España, 3 de diciembre de 1832 - Balcarce, Argentina, 29 de mayo de 1882) fue un comerciante y estanciero español, fundador del pueblo de San José de Balcarce.
Fue el máximo referente del grupo de vecinos que propuso el asiento de la cabecera del distrito del Partido de Balcarce en la zona serrana del partido, y junto al juez de paz José Andrés Chaves, fundaron el pueblo de San José de Balcarce el 22 de junio de 1876.

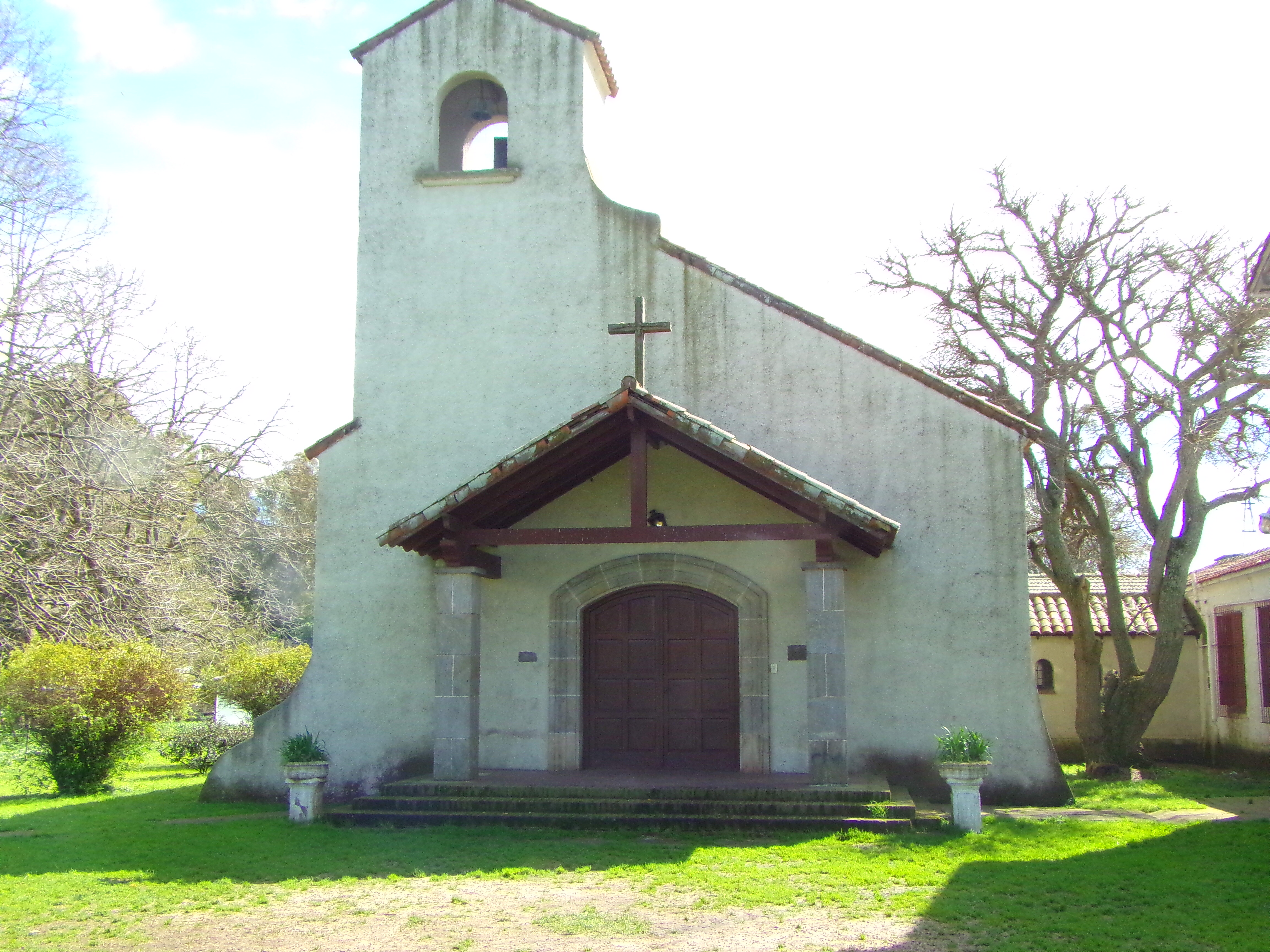
Capilla del Colegio Rural San José

Sus restos descansan en la capilla ubicada en el Colegio Rural San José de Balcarce, donde fuera su casa.

## Biografía
Nacido en Sopuerta, provincia de Vizcaya (País Vasco), emigra a la Argentina donde comienza trabajando en un comercio cercano a Samborombón y, luego de recorrer los campos comerciando mercadería de ramos generales, se radica en 1872 en la zona donde posteriormente se establece la ciudad de Balcarce.
Casado en primeras nupcias con Micaela Iturria en 1865, con quien tiene dos hijos: Amadeo y Josefa de la Cuadra; y luego de enviudar, en segundas nupcias con Hilaria Nicolay en 1872, con quien tiene cinco hijos: Estefanía Josefa, Francisca del Carmen, Hilaria, Juan Domingo y Manuel Ciriaco de la Cuadra.
Cuenta la leyenda que cruzando con su caballo la zona que luego sería la Plaza Libertad de la ciudad, sufrió una rodada y al incorporarse exclamó: “aquí, en este lugar, se fundará el pueblo”.
Al fundarse la ciudad de Mar del Plata en 1874 en el entonces Partido de Balcarce (que comprendía a los actuales partidos de Balcarce, General Pueyrredón y General Alvarado), y ante la posibilidad que esta se convirtiera en ciudad cabecera si se trasladase allí el Juzgado de Paz, redacta un petitorio, reúne las firmas de los vecinos “serranos” de diversos sectores sociales que lo avalan y lo eleva a las autoridades provinciales para la creación de un pueblo con el nombre de "San José de Balcarce" a fin de que no se confunda con el nombre del partido.

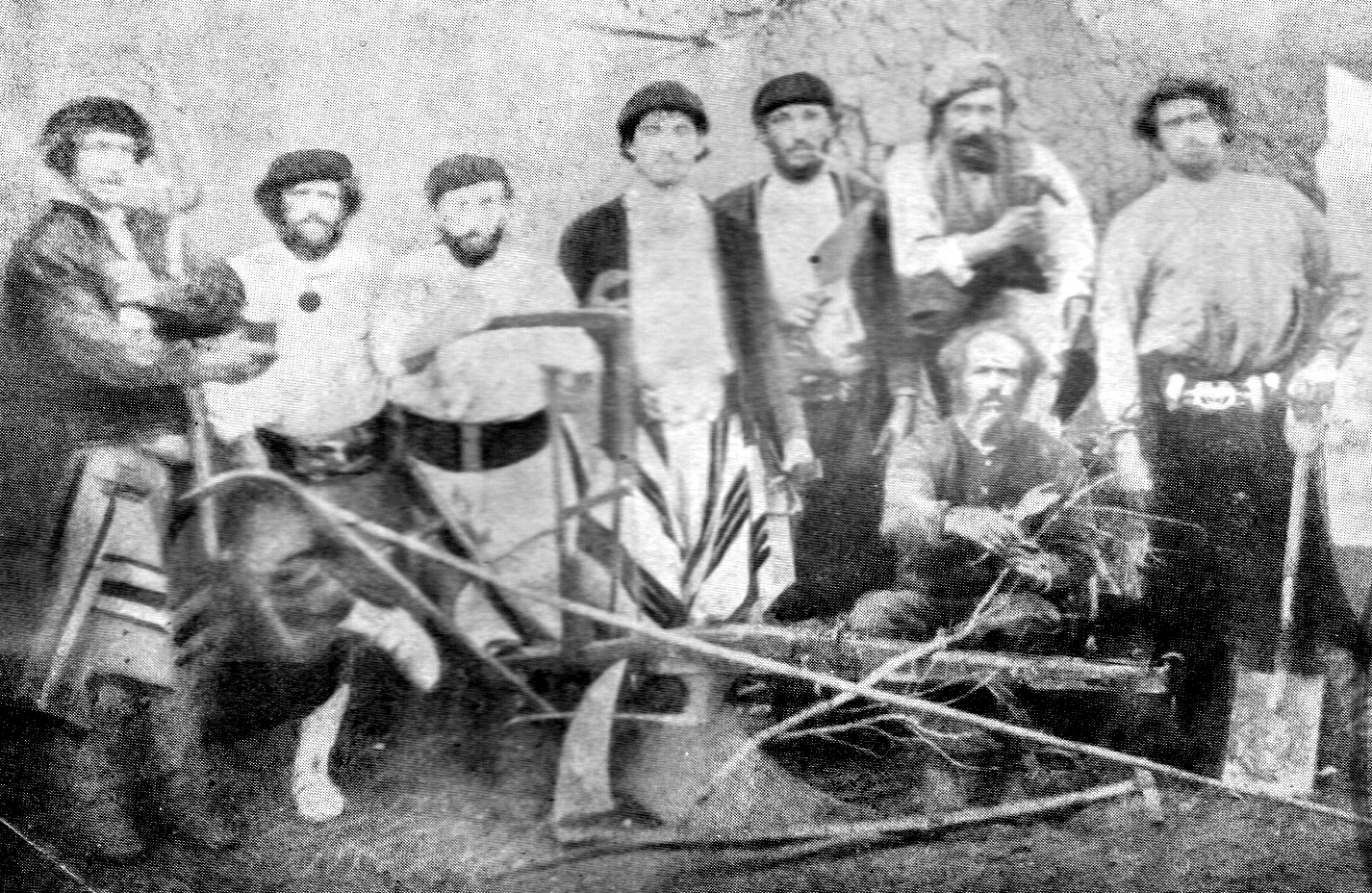
Don José de la Cuadra y los peones que hicieron los primeros mojones en 1876.

Finalmente la solicitud enviada por los vecinos es autorizada por el Poder Ejecutivo Provincial el 22 de junio de 1876, creándose oficialmente el nuevo pueblo. A su vez, el juez de paz José Andrés Chaves otorga su apoyo trasladando el Juzgado al mismo en septiembre de 1877.
La delineación y mesura de la traza del pueblo se inicia el 1.º de septiembre de 1876, y junto a un grupo de peones realiza los primeros hoyos para mojones que señalaban las manzanas, quintas y chacras. Participa a su vez en varias iniciativas de bien público que favorecieron el crecimiento del nuevo pueblo, y en terrenos donados por su familia se establece el Colegio Rural San José de Balcarce.
Asume la presidencia del primer Consejo Escolar del distrito en 1878, cargo que ejerce hasta su deceso en 1882.
José de la Cuadra fallece en 1882 en su casa de negocios.

## Homenajes

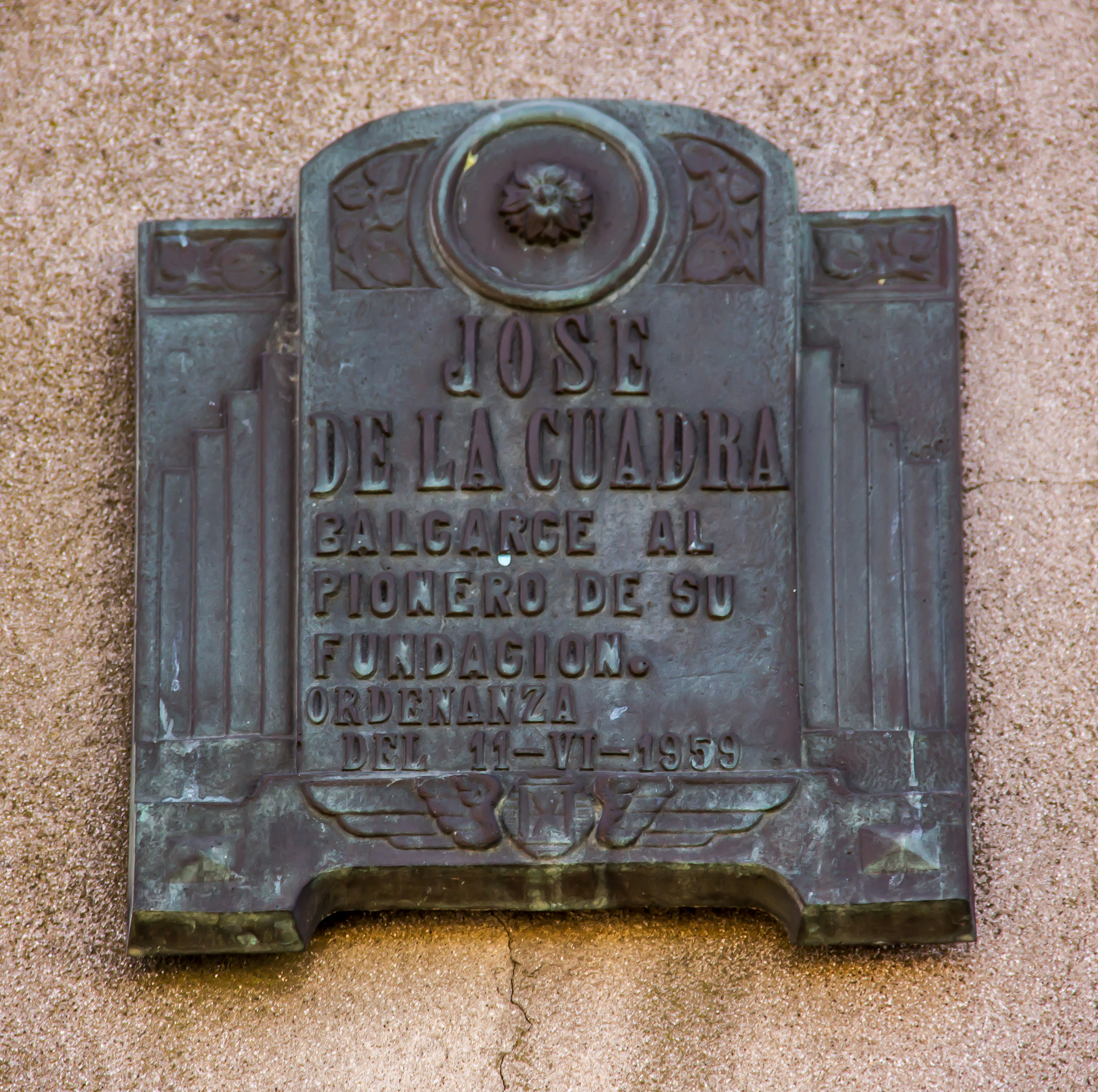
Placa conmemorativa en Calle 10 "José de la Cuadra", esquina Del Valle, de la ciudad de Balcarce.

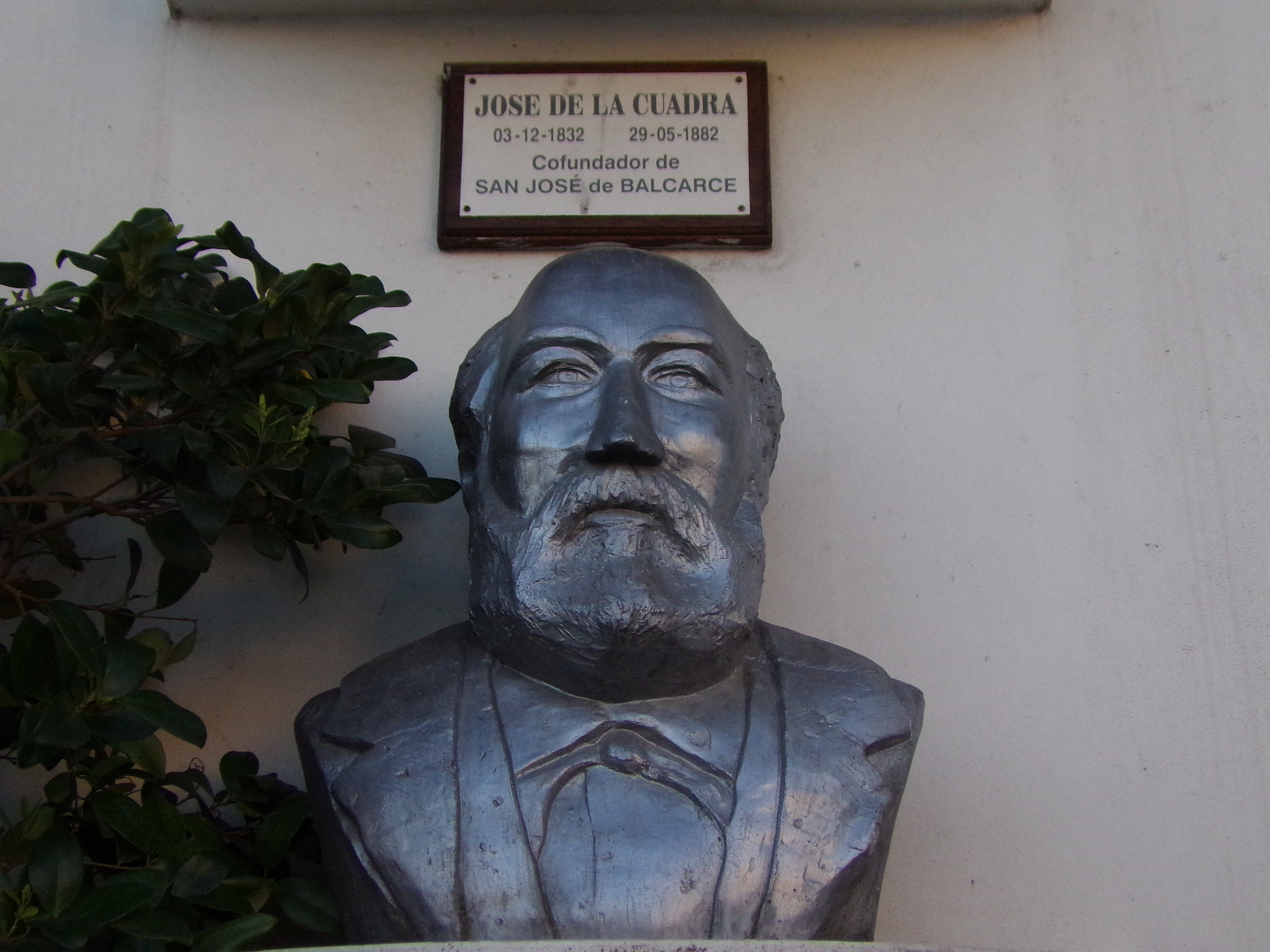
Busto ubicado en biblioteca Pizzurno en calle 15 esquina 20

La calle 10 "José de la Cuadra" de la ciudad lleva su nombre en conmemoración. 
La escuela de adultos N°701 "Don José de la Cuadra" de la ciudad de Balcarce lleva su nombre en reconocimiento. 
En la Biblioteca Pública Pizzurno se encuentra un busto homenajeándolo.